# Hildur Andersen
Hildur Andersen (Christiania, 25 mei 1864 – aldaar, 20 december 1956) was een Noors pianiste. Ze was naast Erika Nissen en Agathe Backer Grøndahl een van de belangrijkste vrouwelijke pianisten uit haar tijd.

## Levensloop
Hildur Andersen werd geboren in het gezin van stadsingenieur en brandmeester Oluf Martin Andersen en Annette Frederikke Sontum. Haar broer was geograaf Aksel Kristian Andersen Arstal. Ze bleef zelf ongetrouwd.
Ze kreeg haar eerste opleiding van Maren Grieg (oudere zuster van Edvard Grieg) en Johanne Rytterager Thue. Vanaf 1882 zette ze haar  opleiding voort aan het Felix Mendelssohnschool in Leipzig. Ze debuteerde nogal nerveus maar getalenteerd in Oslo op 23 oktober 1886 met de voorloper van het Oslo Filharmoniske Orkester, de Musikforeningen, in het pianoconcert van Robert Schumann. Ze gaf toen ook vrijwel meteen pianoles. Een jaar later vertrok ze naar Theodor Leschetizky in Wenen om daar drie jaar lessen te volgen. In de jaren 1899 tot 1907 speelde ook veel kamermuziek, vaak samen met het strijkkwartet van en genoemd naar Gustav Lange. Op 19 januari 1901 speelde ze tijdens een concert naar haar genoemd, samen met Martin Knutzen en Erika Nissen en onder leiding van Johan Halvorsen het Concert voor drie piano’s en strijkorkest van Johann Sebastian Bach. Diezelfde avond gaf ze ook de Noorse première van het (inmiddels vergeten) Pianoconcert nr. 2 van Edward MacDowell.
Na haar actieve loopbaan werkte ze op de administratie voor het orkest uit Oslo. Ze was onder meer lid van de programmacommissie van dat orkest. Ze bleef ook nog lang lesgeven.
Ze was bijzonder bevriend met Henrik Ibsen; Hilda Wangel uit Bygmester Solness schijnt naar haar gemodelleerd te zijn. De gevoelens van Hildur voor Ibsen schijnen verder gegaan te zijn en waren wellicht de reden dat ze nooit getrouwd is. Ze had altijd een portret van hem pontificaal in de woning staan. Er kwam echter een keerpunt in de bewondering en ze vernietigde bijna haar gehele correspondentie met hem, daarin gesteund door haar oudere zuster en lerares Valborg Andersen (1857-1937).
Ze werd in 1924 onderscheiden met de Kongens fortjenstmedalje, ze was erelid van Cæciliaforeningen (Noors koor) en kreeg vanaf 1946 een Statens kunstnerlønn (Staatstoelage).
- Gemeinsame Normdatei: 124817819X
- Virtual International Authority File: 220149066602865601964